# Rondibilis szetschuanica
Rondibilis szetschuanica är en skalbaggsart som först beskrevs av Stefan von Breuning 1963.  Rondibilis szetschuanica ingår i släktet Rondibilis och familjen långhorningar. Inga underarter finns listade i Catalogue of Life.